# Ерёменко, Антонина Григорьевна
Антонина Григорьевна Ерёменко (1903—1970) — работница сельского хозяйства, звеньевая, Герой Социалистического Труда.

## Биография
Родилась в 1903 году в городе Бахмут.
Окончила сельскохозяйственный техникум (1938).
С 1944 года — помощник прокурора Днепропетровской, затем Тернопольской областей Украинской ССР.
С 1950 года работала зоотехником, затем директором Скалатской инкубаторской птицефабрики.
С 1954 года — звеньевая колхоза имени Карла Маркса Скалатского района, получила зерна кукурузы 112,5 центнера с гектара на площади 20 гектаров.
После выхода на пенсию в 1966 году проживала в Тернополе.
Умерла 6 сентября 1970 года в городе Тернополь.

## Награды
- Герой Социалистического Труда (1958).